# Festival Elsy Jacobs

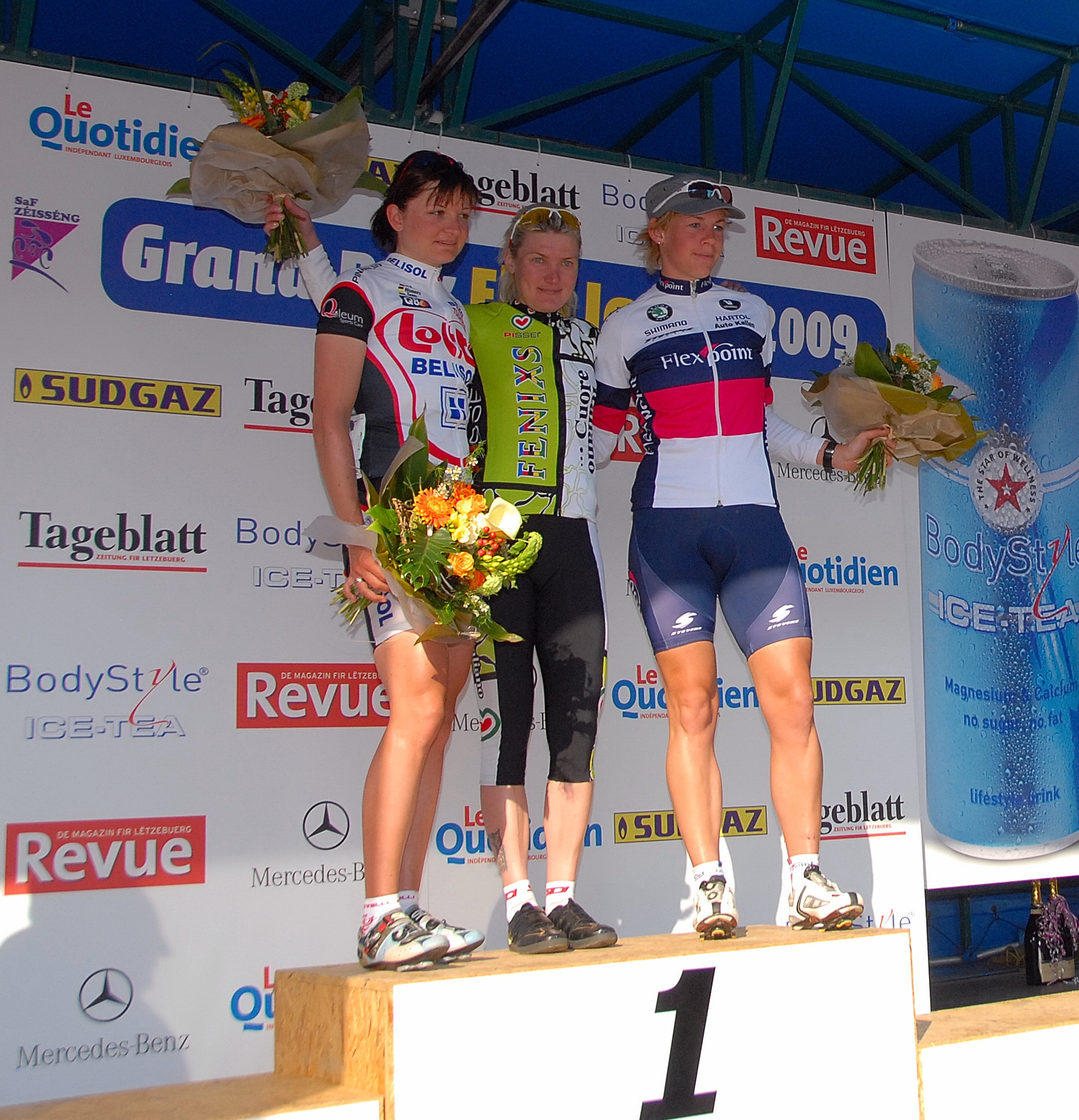
Il podio dell'edizione 2009

Il Festival Elsy Jacobs (Ceratizit Festival Elsy Jacobs per ragioni di sponsor) è una corsa a tappe femminile di ciclismo su strada che si tiene annualmente nel territorio di Garnich, in Lussemburgo. Fa parte del calendario UCI Women's ProSeries come prova di classe 2.Pro ed è intitolato alla ciclista Elsy Jacobs, prima campionessa del mondo su strada.
Organizzato per la prima volta nel 2008, fino al 2011 era disputato come prova in linea, mentre dal 2012 si svolge come corsa a tappe normalmente di tre giorni. Fino al 2012 era noto come "Grand Prix Elsy Jacobs"; assunse la denominazione attuale a partire dall'edizione del 2013. Dal 2008 al 2019 è stato incluso nel Calendario internazionale femminile UCI come prova di classe 1.2 (2008), 1.1 (2009-2011) e 2.1 (2012-2019), mentre dal 2020 è incluso nel calendario professionistico UCI Women's ProSeries.

## Albo d'oro
Aggiornato all'edizione 2023.
| Anno                   | Vincitrice                                       | Seconda                                          | Terza                                            |
| Grand Prix Elsy Jacobs | Grand Prix Elsy Jacobs                           | Grand Prix Elsy Jacobs                           | Grand Prix Elsy Jacobs                           |
| ---------------------- | ------------------------------------------------ | ------------------------------------------------ | ------------------------------------------------ |
| 2008                   | Monia Baccaille                                  | Nathalie Lamborelle                              | Marina Romoli                                    |
| 2009                   | Svetlana Bubnenkova                              | Grace Verbeke                                    | Iris Slappendel                                  |
| 2010                   | Emma Pooley                                      | Monia Baccaille                                  | Andrea Bosman                                    |
| 2011                   | Marianne Vos                                     | Judith Arndt                                     | Emma Johansson                                   |
| 2012                   | Marianne Vos                                     | Annemiek van Vleuten                             | Adrie Visser                                     |
| Festival Elsy Jacobs   |                                                  |                                                  |                                                  |
| 2013                   | Marianne Vos                                     | Giorgia Bronzini                                 | Emma Johansson                                   |
| 2014                   | Anna van der Breggen                             | Marianne Vos                                     | Shelley Olds                                     |
| 2015                   | Anna van der Breggen                             | Annemiek van Vleuten                             | Lucinda Brand                                    |
| 2016                   | Katarzyna Niewiadoma                             | Katrin Garfoot                                   | Anna van der Breggen                             |
| 2017                   | Christine Majerus                                | Eugenia Bujak                                    | Ashleigh Moolman-Pasio                           |
| 2018                   | Letizia Paternoster                              | Christine Majerus                                | Alexis Ryan                                      |
| 2019                   | Lisa Brennauer                                   | Demi Vollering                                   | Elizabeth Banks                                  |
| 2020                   | non disputato a causa della pandemia di COVID-19 | non disputato a causa della pandemia di COVID-19 | non disputato a causa della pandemia di COVID-19 |
| 2021                   | Emma Norsgaard                                   | Leah Kirchmann                                   | Maria Giulia Confalonieri                        |
| 2022                   | Marta Bastianelli                                | Veronica Ewers                                   | Silvia Persico                                   |
| 2023                   | Ally Wollaston                                   | Marta Bastianelli                                | Anouska Koster                                   |